# دانشگاه اکرن

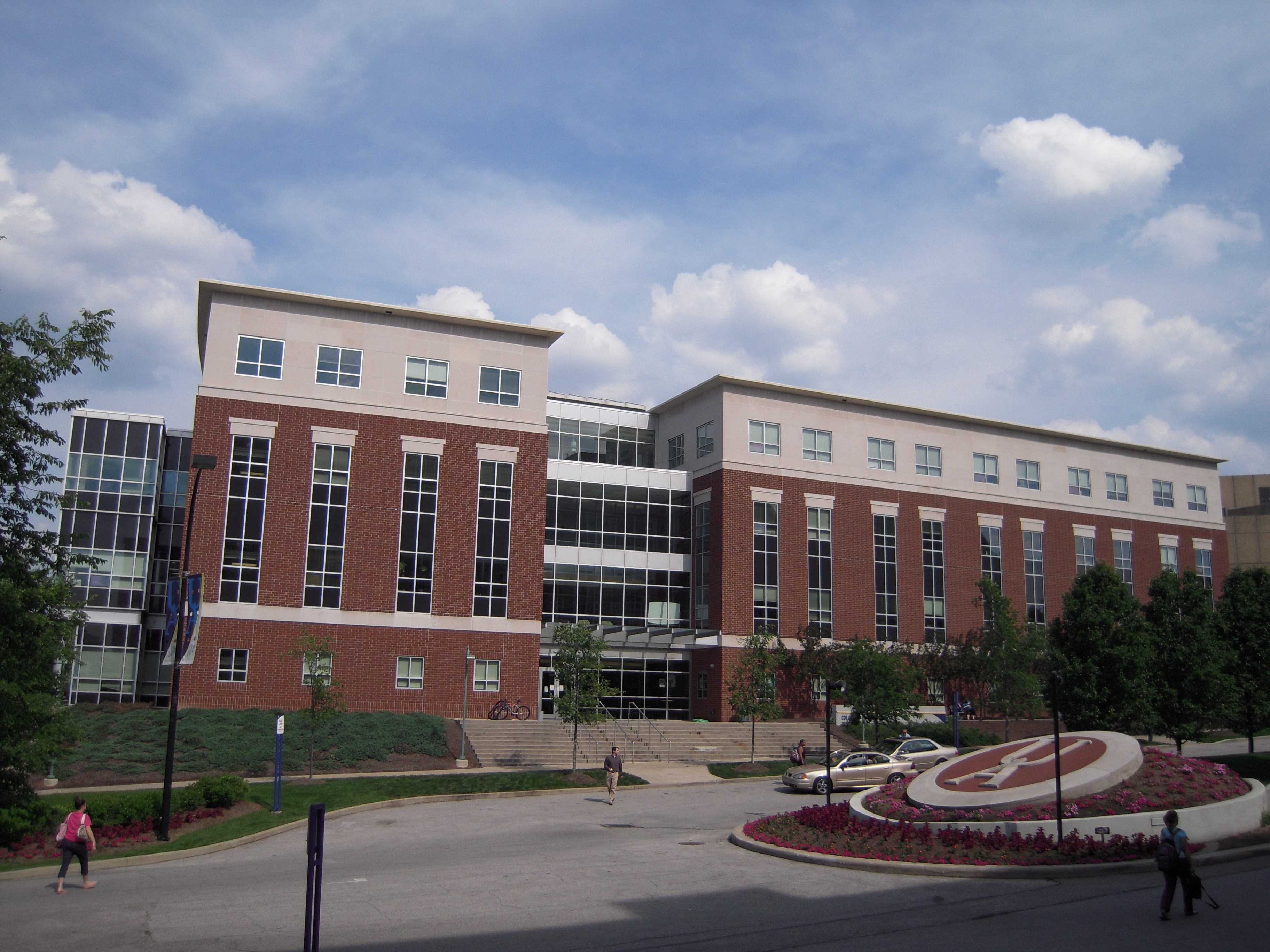
دانشگاه اکرن

دانشگاه اَکرُن (به انگلیسی: University of Akron) یک دانشگاه تحقیقاتی دولتی در اکرن واقع در ایالت اوهایو آمریکا است که در سال ۱۸۷۰ میلادی بنیان‌گذاری شده‌ است. این دانشگاه صاحب مهم‌ترین مرکز تحقیقات پلیمر در جهان است. تمرکز اصلی دانشگاه اکران بر علم پلیمر، مواد پیشرفته و مهندسی است. در چند دهه‌ی گذشته با رشد فعالیت‌های تحقیقاتی دانشگاه و ایجاد پل‌های ارتباطی مناسب با صنایع مرتبط، بودجه‌ی این دانشگاه رشد چشم‌گیری داشته است.